# Марко Тіліо
Марко Тіліо (англ. Marco Tilio, нар. 23 серпня 2001, Герствіль) — австралійський футболіст, нападник клубу «Мельбурн Сіті» і національної збірної Австралії.

## Клубна кар'єра
Народився 23 серпня 2001 року. Вихованець футбольної школи клубу «Сідней». Дорослу футбольну кар'єру розпочав 2019 року в основній команді того ж клубу, в якій провів один сезон, взявши участь у трьох матчах чемпіонату.
2020 року перейшов до лав «Мельбурн Сіті».

## Виступи за збірні
З 2021 року захищає кольори олімпійської збірної Австралії. У складі цієї команди провів 1 матч, забив 1 гол. У складі збірної — учасник  футбольного турніру на Олімпійських іграх 2020 року в Токіо.
2022 року дебютував в офіційних матчах у складі національної збірної Австралії. У листопаді того ж року був включений до її заявки на чемпіонат світу 2022 в Катарі, у якій замінив травмованого Мартіна Бойла.